# Gunno Eurelius Dahlstierna

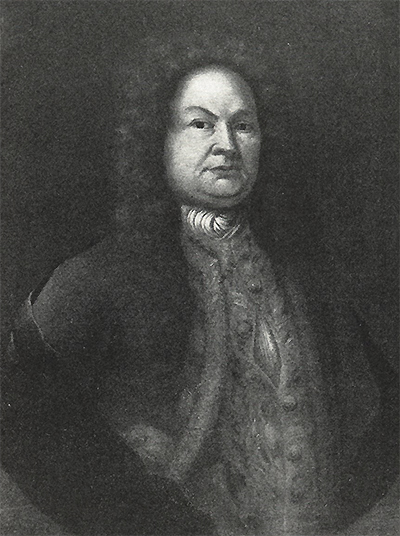
Gunno Eurelius Dahlstierna
(um 1700)

Gunno Eurelius Dahlstierna, auch Dahlstjerna, (* 7. September 1661 in Örs/Dalsland als Gunno Eurelius; † 7. September 1709 in Pommern) war ein schwedischer Landmesser und spätbarocker Dichter.
Eurelius leitete von 1691 bis 1700 die Schwedische Landesaufnahme von Vorpommern. In der schwedischen Literaturgeschichte ist er vor allem durch sein Kunga-Skald bekannt.

## Leben
Der Sohn des Propstes Andreas Eurelius und der Maria Bluthera besuchte das Gymnasium in Karlstad und studierte ab 1677 an der Universität Uppsala. Von 1681 bis 1685 war er als Kommissionslandmesser in Livland tätig, wo er an der Erstellung einer Karte der Provinz arbeitete. Anschließend lehnte er das Angebot einer Anstellung als Stadtingenieur von Riga ab und fuhr zunächst einige Zeit zur See. Nachdem er sich auf der Ostsee in Navigation und Seekartografie weitergebildet hatte, ging er nach Deutschland, wo er an verschiedenen Universitäten studierte. An der Universität Leipzig wurde er 1687 Magister der Philosophie.
Der Direktor der schwedischen Landmesser, Carl Gripenhielm, berief Eurelius 1691 mit neun anderen Landmessern nach Stockholm. Dort legte er eine Prüfung ab und wurde anschließend zum Inspektor der pommerschen Landmesserkommission ernannt. Nach einigen Verzögerungen setzten die Landvermesser im Herbst unter Führung von Eurelius nach Schwedisch-Pommern über und führten ab dem folgenden Jahr die vom König Karl XI. angeordnete Landesaufnahme durch. 1699 wurde Eurelius zum Direktor der gesamten schwedischen Landesvermessung in Stockholm ernannt. Er reorganisierte von 1700 bis 1701 das Landvermesserkontor und gab neue Arbeitsanweisungen und Instruktionen heraus. Um mit der Arbeit am Matrikelwerk zu beginnen, reiste er nach Bestellung eines Vertreters wieder nach Vorpommern, wo er in Stralsund seinen Wohnsitz hatte.
Mit dem Namen Dahlstierna wurde er 1702 in den Adelsstand erhoben. Damit wurde nicht nur als königlicher Beamter, sondern auch für seine patriotischen Dichtungen und Gesänge geehrt. Aus der Zeit zwischen 1693 und 1697 stammen seine Übersetzungen der Tragikomödie „Il pastor fido“ und weiterer Gedichte von Giovanni Battista Guarini ins Schwedische, wobei er für „Il pastor fido“ die deutsche Übersetzung von Christian Hoffmann von Hoffmannswaldau als Vorlage nutzte. Mit seinem monumentalen Gedicht „Kunga-Skald“ (1697), einer Elegie auf den Tod Karls XI., führte er die Ottaverime in die schwedische Poesie ein. Eine Edition von Dahlstiernas Gedichten wurde zwischen 1920 und 1928 von Erik Noreen unter dem Titel „Samlade Dikter“ herausgegeben.

## Familie
Gunno Eurelius heiratete 1699 Anna Schlomann (1679–1720), die Witwe des Stralsunder Bürgermeisters Gottfried Pyl (1641–1698). Er hatte mit ihr eine Tochter und drei Söhne. Das von seiner Frau in die Ehe mitgebrachte Haus musste bald verkauft werden, da sein Gehalt über lange Zeit nicht ausgezahlt wurde. Gunno Dahlstierna starb 1709 und wurde im Grab von Gottfried Pyl in der Nikolaikirche beigesetzt. 1741 wurde das ausstehende Gehalt an seine Söhne ausgezahlt. Seine Nachkommen besaßen verschiedene Güter auf Rügen und bei Franzburg. 1810 wurde der Konkurs eines Dahlstiernas in Stralsund aktenkundig. In der ersten Hälfte des 19. Jahrhunderts starb das Adelsgeschlecht Dahlstierna aus.